# Dineutus solitarius
Dineutus solitarius es una especie de escarabajo del género Dineutus, familia Gyrinidae. Fue descrita científicamente por Aubé en 1838.
Habita en Costa Rica, México, Nicaragua, Honduras y los Estados Unidos.